# Brasil Open 1993
Il Brasil Open 1993 è stato un torneo di tennis giocato sulla terra rossa. È stata la 10ª edizione del torneo, che fa parte della categoria Tier IV nell'ambito del WTA Tour 1993. Si è giocato a Curitiba in Brasile dal 25 al 31 ottobre 1993.

## Campionesse

### Singolare
Sabine Hack ha battuto in finale  Florencia Labat con il punteggio di 6–2, 6–0

### Doppio
Sabine Hack /  Veronika Martinek hanno battuto in finale  Claudia Chabalgoity /  Andrea Vieira con il punteggio di 6–2, 7–6